# 楊琠
楊琠（1468年—？年），字景瑞，廣東潮州府揭阳县人，明朝政治人物。

## 生平
治《書經》，行二，由國子生中式弘治八年（1495年）乙卯科廣東鄉試第二名舉人，年四十一歲中式正德三年（1508年）戊辰科會試第二百七十六名，第三甲第一百九十九名進士。四年（1509年）闰九月选授南京山西道監察御史。

## 家族
曾祖杨荫。祖父杨崇义，父杨廷广，赠主事。母黄氏，封太安安人。慈侍下。弟杨玮，進士、南京户部主事。